# Count Raven
A Count Raven (szó szerinti jelentése: Holló Gróf) egy svéd doom-metal zenekar. 1989-ben alakultak meg Stockholmban. Diszkográfiájuk öt nagylemezt, egy split lemezt és két demót tartalmaz. 1998-ban feloszlottak. 2003 óta újra aktív az együttes. Már 1987-ben megalakultak, csak akkor még "Stormwarning" néven, 1989-ben változtatták meg Count Ravenre. Így technikailag csak 1989 óta létezik a zenekar.

## Tagok
- Dan Fondelius - ének (1992-1998, 2003-), gitár, billentyűk (1989-1998, 2003-)
- Jens Bock - dobok (2006-2009, 2011-)
- Samuel Comelsen - basszusgitár (2016-)

Volt tagok: Christian Linderson, Chester Petterson, Fredrik Jansson, Tommy Eriksson és Patrick Lundin.

## Diszkográfia
- Demo 89 (1989)
- Indignus Famulus (demó, 1989)
- Wolfmoon/Wedded to Grief (split lemez a Griftegard-dal, 2010)
- Storm Warning (stúdióalbum, 1990)
- Destruction of the Void (stúdióalbum, 1992)
- High on Infinity (stúdióalbum, 1994)
- Messiah of Confusion (stúdióalbum, 1996)
- Mammons War (stúdióalbum, 2009)
- The Sixth Storm (stúdióalbum, 2021)